# ベリル (小惑星)
ベリル (1729 Beryl) は、小惑星帯にある小惑星の一つ。ゲーテ・リンク天文台で行なわれたインディアナ小惑星計画により発見された。
インディアナ大学ブルーミントン校の職員、ベリル・ポッターに因んで名付けられた。